# Сен-Марсьяль-де-Валет
Сен-Марсья́ль-де-Вале́т (фр. Saint-Martial-de-Valette) — коммуна во Франции, находится в регионе Аквитания. Департамент — Дордонь. Входит в состав кантона Ле-Перигор-вер-нонтронне. Округ коммуны — Нонтрон.
Код INSEE коммуны — 24451.

## География

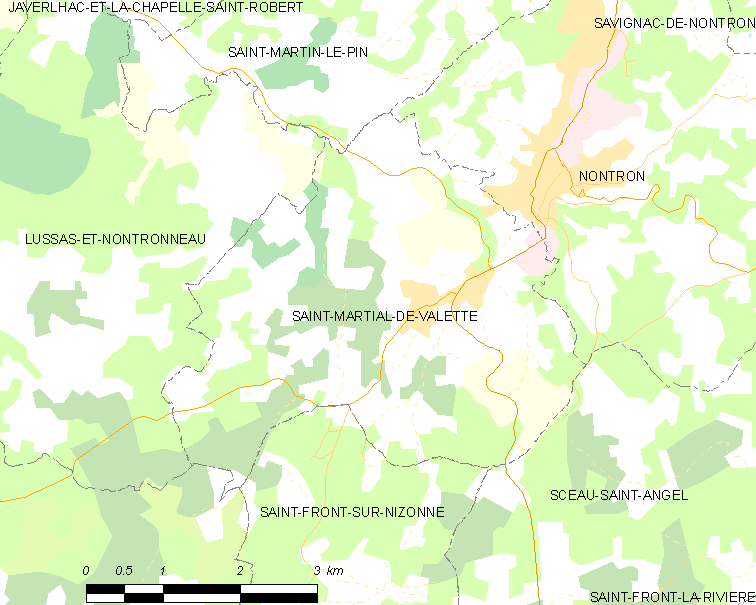
Карта коммуны

Коммуна расположена приблизительно в 400 км к югу от Парижа, в 125 км северо-восточнее Бордо, в 38 км к северу от Перигё.
На севере коммуны протекает река Бандья.

### Климат
Климат умеренный океанический со средним уровнем осадков, которые выпадают преимущественно зимой. Лето здесь долгое и тёплое, однако также довольно влажное, здесь не бывает регулярных периодов летней засухи. Средняя температура января — 5 °C, июля — 18 °C. Изредка вследствие стечения неблагоприятных погодных условий может наблюдаться непродолжительная засуха или случаются поздние заморозки. Климат меняется очень часто, как в течение сезона, так и год от года.

## Население
Население коммуны на 2010 год составляло 831 человек.
| 1962 | 1968 | 1975 | 1982 | 1990 | 1999 | 2010 |
| ---- | ---- | ---- | ---- | ---- | ---- | ---- |
| 841  | 806  | 788  | 747  | 855  | 795  | 831  |

## Администрация
| Период | Период | Фамилия          | Партия                              | Примечания               |
| ------ | ------ | ---------------- | ----------------------------------- | ------------------------ |
| 1977   | 1995   | Андре Корню      | Социалистическая партия             | преподаватель, пенсионер |
| 1995   | 2014   | Габриэль Дюмонте | Французская коммунистическая партия | пенсионер                |
| 2014   | 2020   | Ален Лагорс      | Французская коммунистическая партия |                          |

## Экономика
В 2010 году среди 511 человек трудоспособного возраста (15-64 лет) 390 были экономически активными, 121 — неактивными (показатель активности — 76,3 %, в 1999 году было 68,8 %). Из 390 активных жителей работали 357 человек (187 мужчин и 170 женщин), безработных было 33 (11 мужчин и 22 женщины). Среди 121 неактивных 24 человека были учениками или студентами, 61 — пенсионерами, 36 были неактивными по другим причинам.

## Достопримечательности
- Церковь Св. Марциала (XII век). Исторический памятник с 1942 года[5]
- Замок Моншёй (XV век)

## Фотогалерея

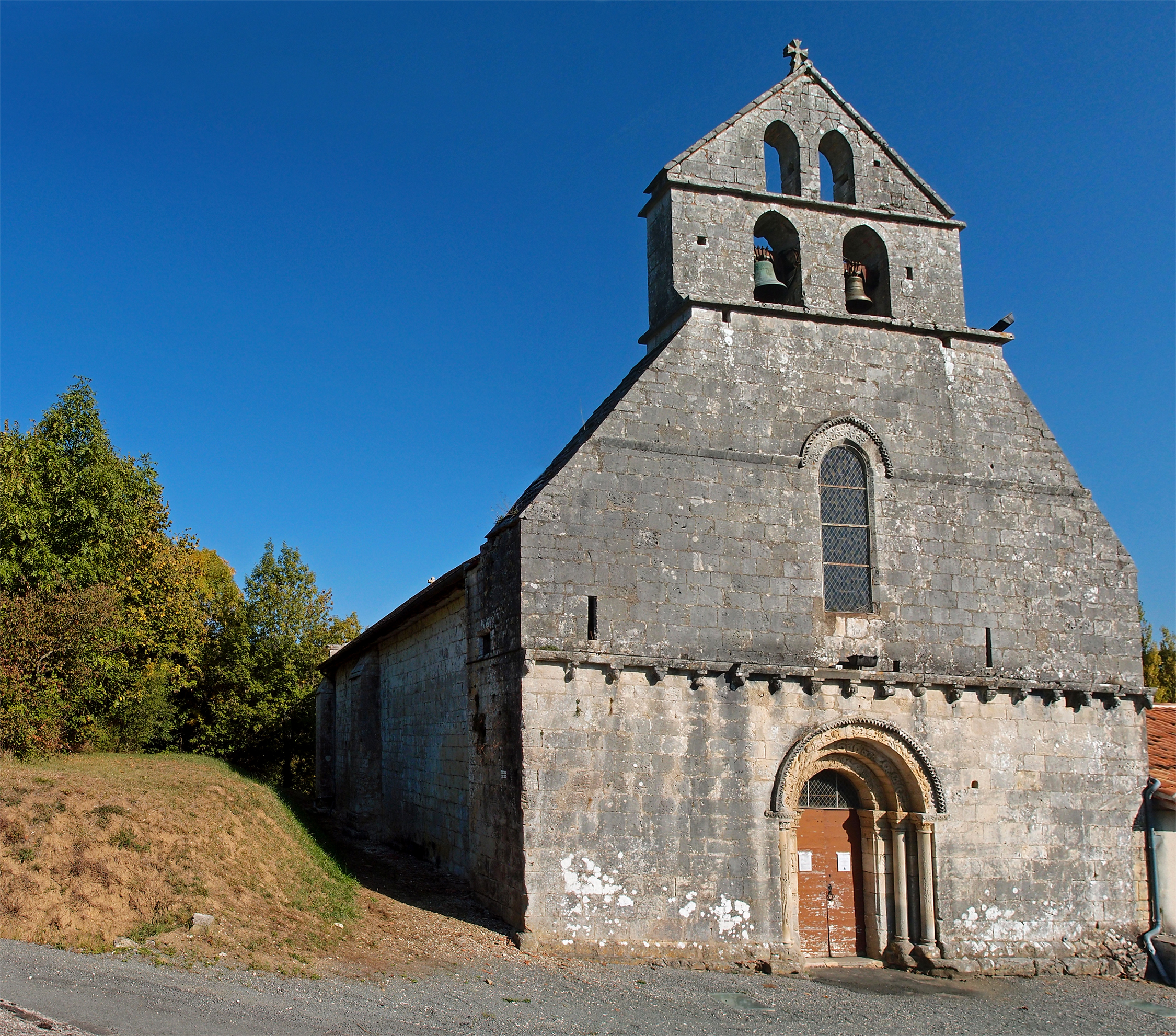
Церковь Св. Марциала
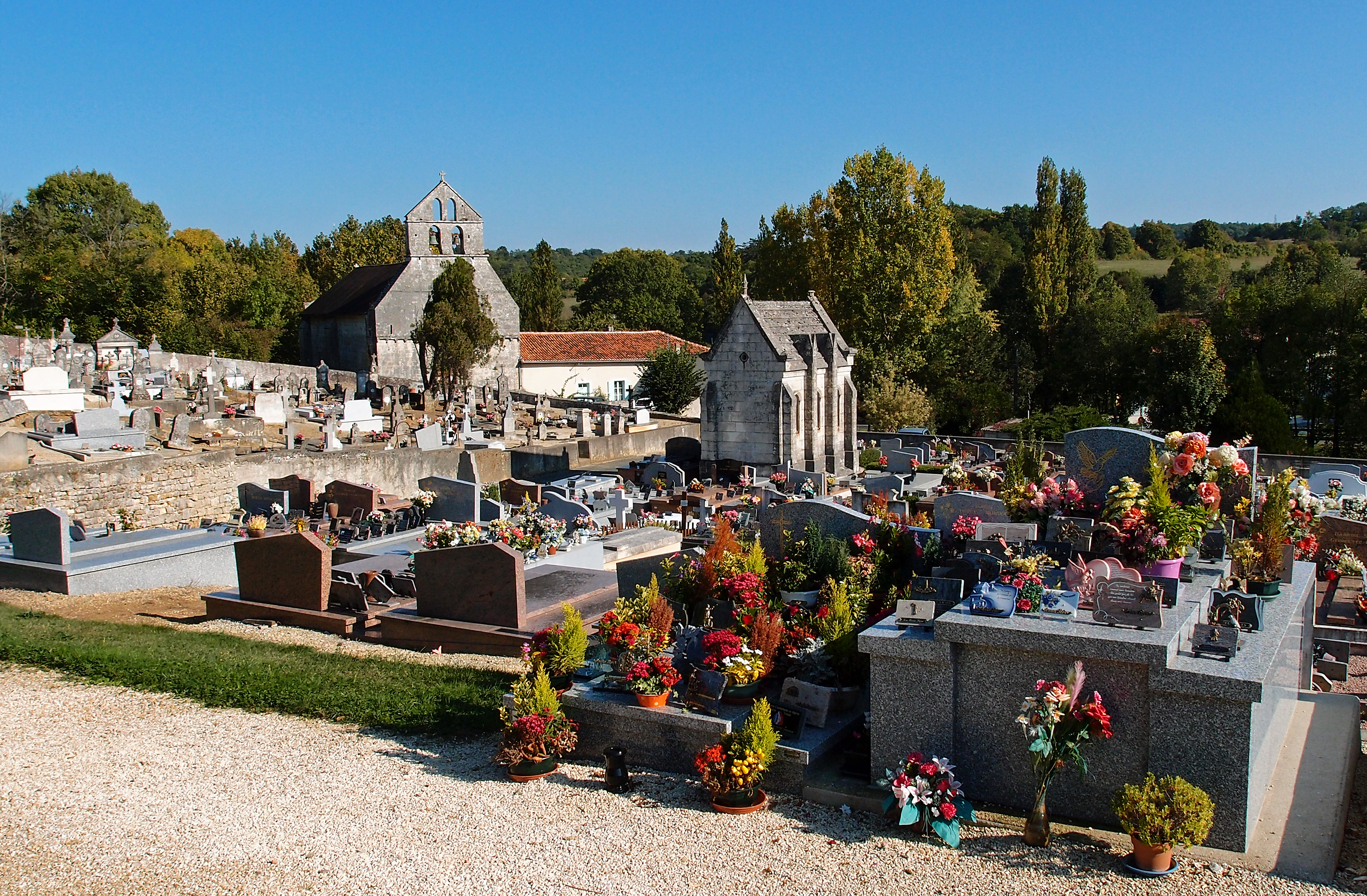
Церковь и кладбище
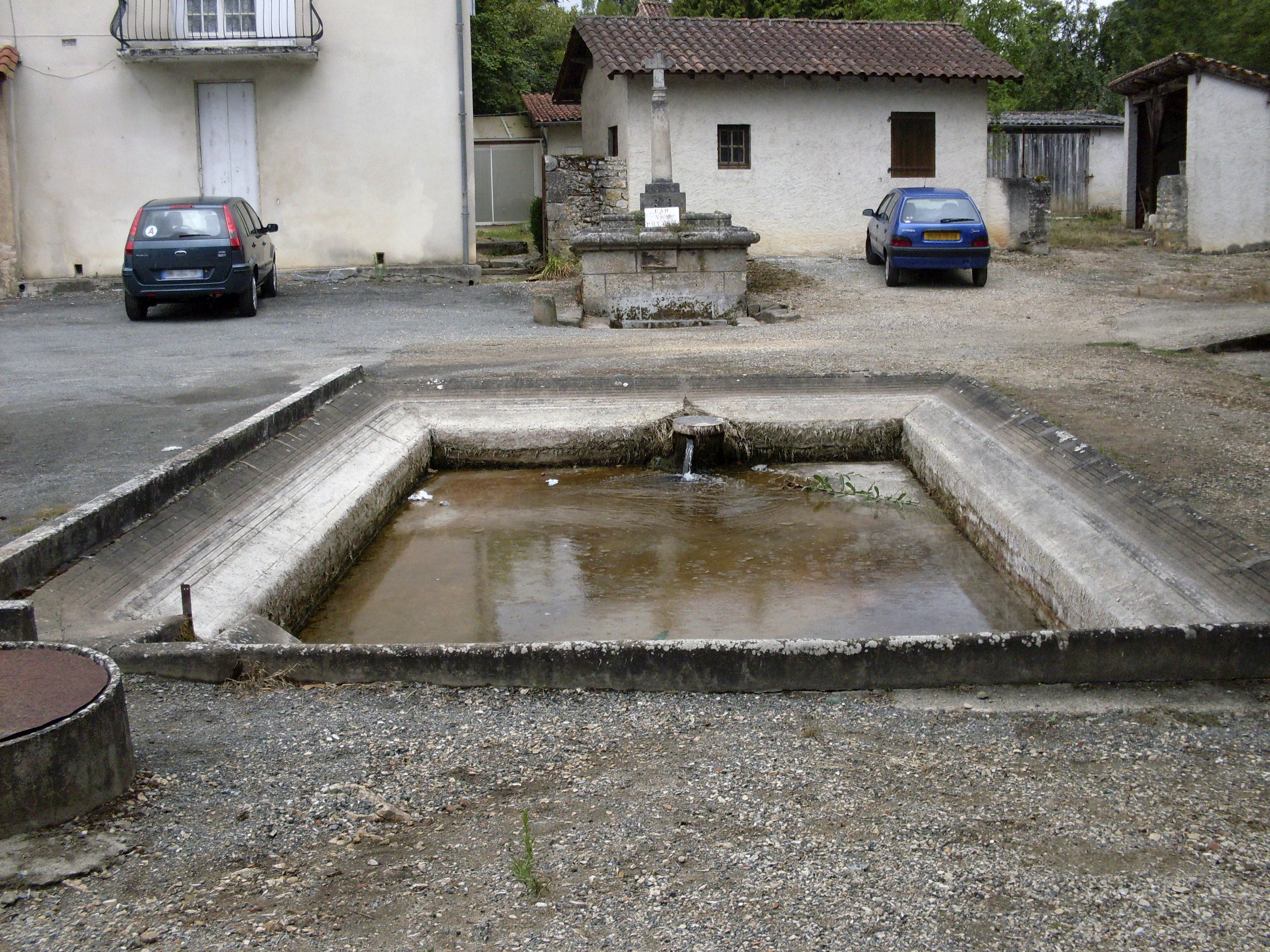
Общественная прачечная
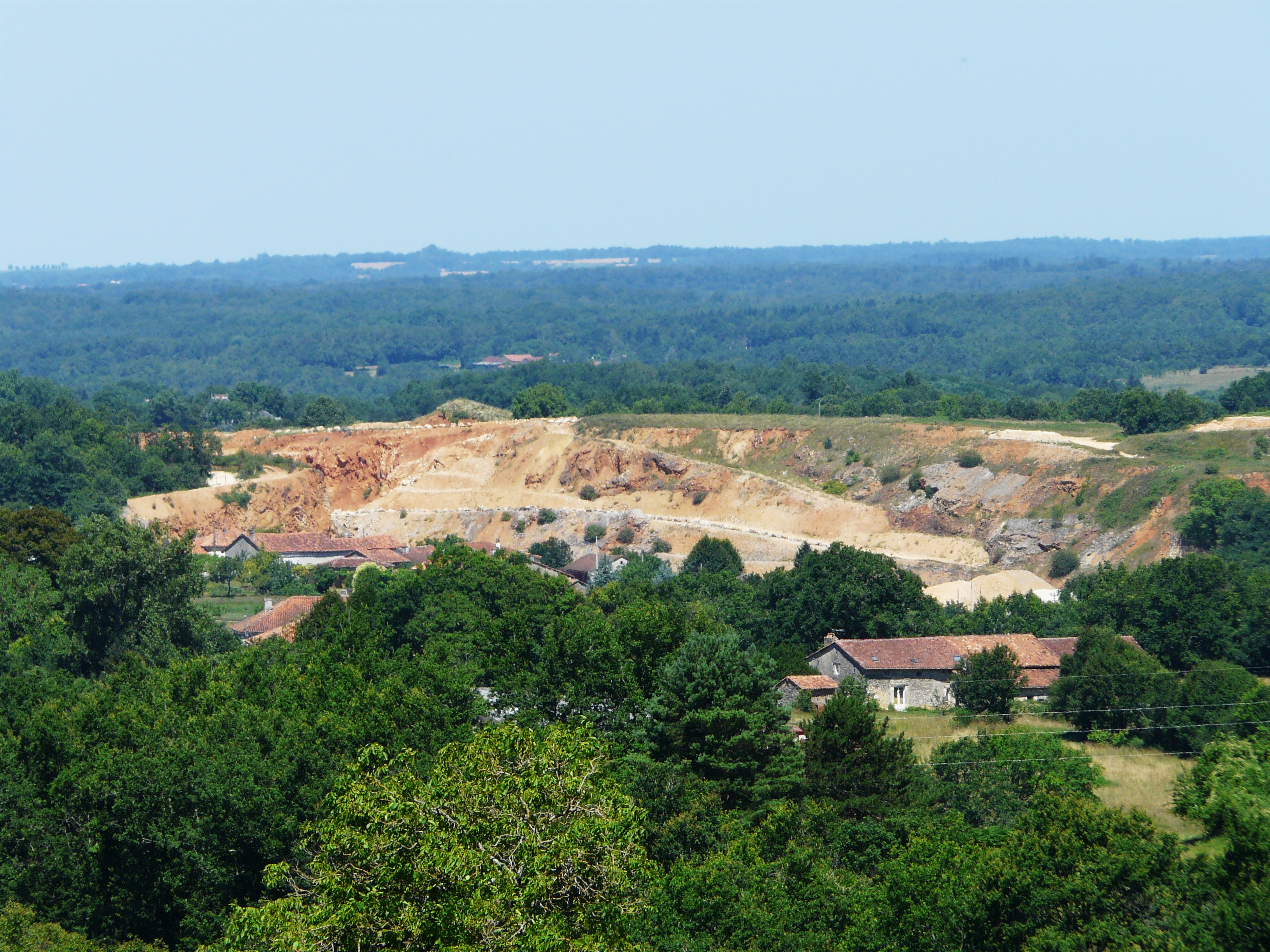
Известняковый карьер Сабуре
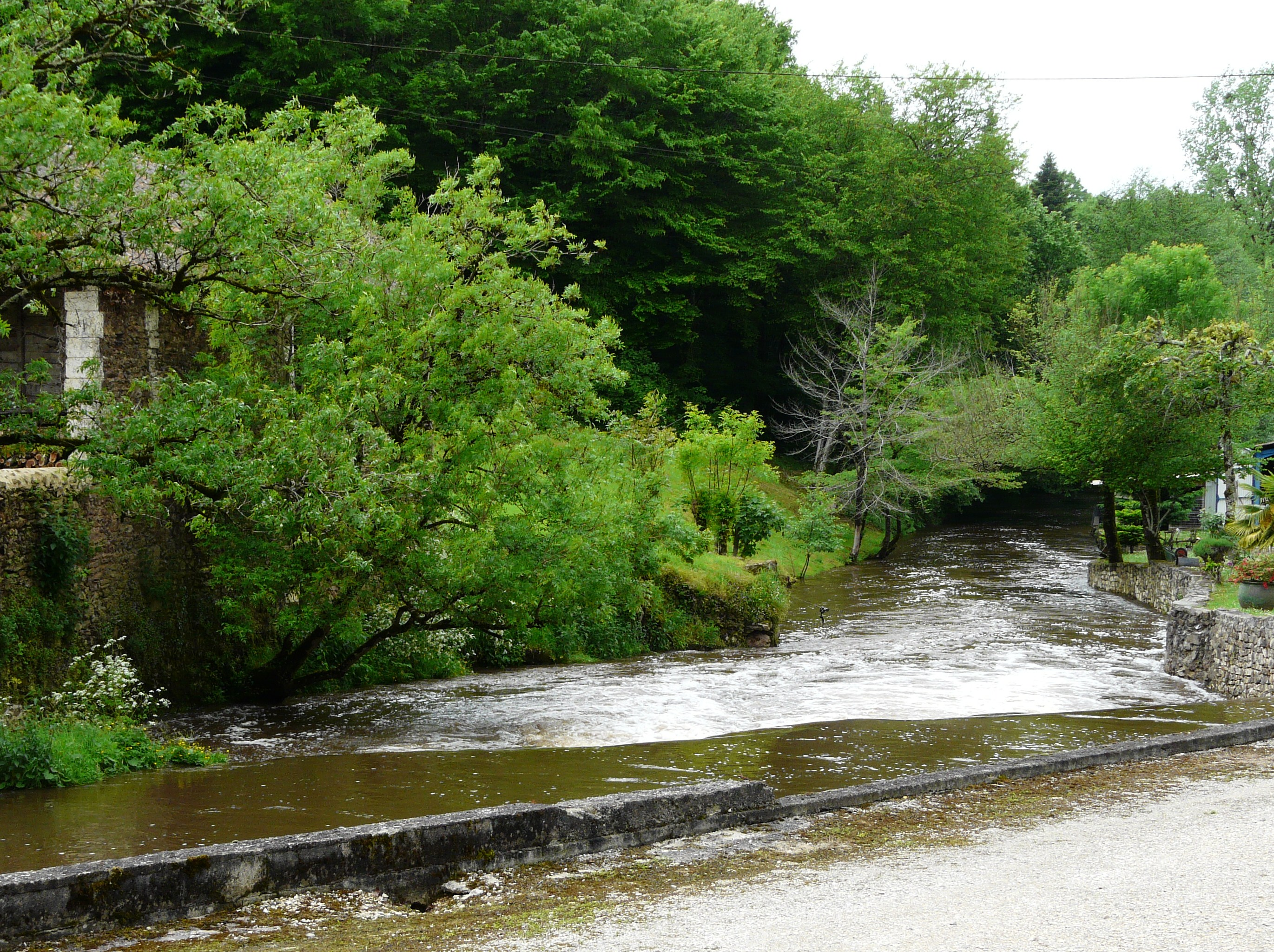
Река Бандья